# Lake County (Florida)
Lake County is een county in de Amerikaanse staat Florida.
De county heeft een landoppervlakte van 2.469 km² en telt 210.528 inwoners (volkstelling 2000). De hoofdplaats is Tavares.

## Bevolkingsontwikkeling

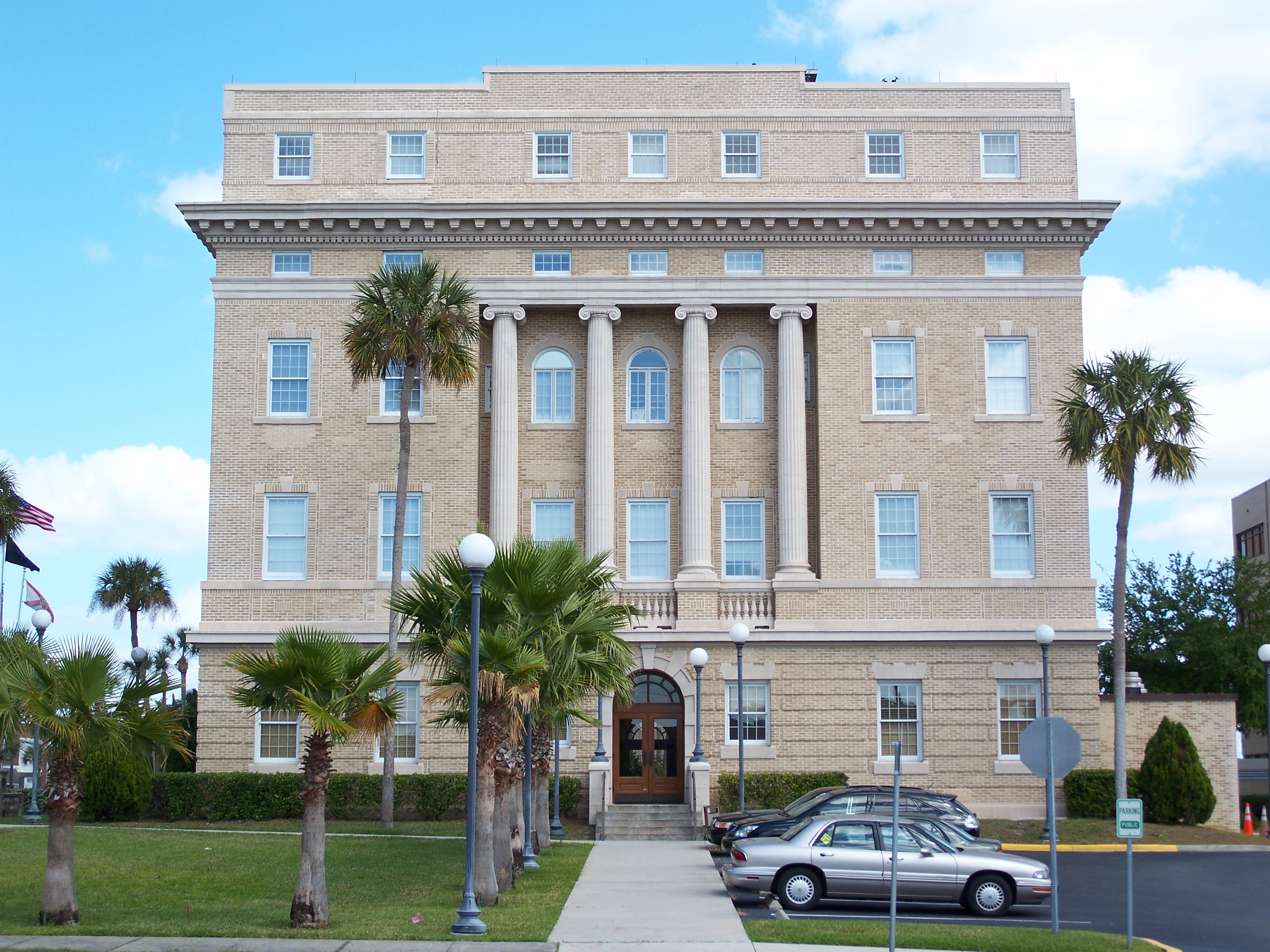
Voormalig Courthouse van Lake County